# アウグスト・モレイラ・デ・オリベラ
アウグスト・モレイラ・デ・オリベラ（Augusto Moreira de Oliveira、1896年10月6日 - 2009年2月13日）は、ポルトガルのスーパーセンテナリアン。ポルトガルの男性最高齢記録を保持している男性。

## 人物
1896年10月6日、エスピーニョに生まれる。彼の幼少期の話はほとんどなかった。
100歳の時点でも、まだ5キロ歩くこともでき、108歳までは自分の土地で働いていた。
2003年5月5日、当時107歳だったホセ・ルイス・ラデイラの死去により、ポルトガル国内の最高齢男性になった。
111歳の誕生日を迎えた時点では、コミュニケーション能力と聴覚に障害があったものの、まだ歩行や洗濯などを行うことも可能であった。毎日朝8時から9時に目を覚まし、グラスワインを飲んでいた。また、FCポルトのファンでもあり、FC会長からワインのボトルを受け取ったこともあった。
2009年1月2日、当時115歳だったマリア・デ・ジェズスが死去したことにより、ポルトガル国内で最高齢人物となった。
しかし1か月後の2009年2月13日、15年間住んでいたヴィラ・ノヴァ・デ・ガイアの自宅でインフルエンザの合併症により死去。112歳130日没。